# 무령왕 금제 뒤꽂이
금제 뒤꽂이(武寧王 金製釵)는 공주시 무령왕릉에서 발견된 백제 때 금으로 만든 뒤꽂이 일종의 머리 장신구이다. 국립공주박물관에 소장되어 있다. 1974년 7월 9일 대한민국의 국보 제159호로 지정되었다.

## 개요
공주시 무령왕릉에서 발견된 백제 때 금으로 만든 뒤꽂이 일종의 머리 장신구이다. 무령왕릉 나무널(목관) 안 왕의 머리에서 발견되었으며, 길이는 18.4cm, 상단의 폭은 6.8cm이다.
위가 넓고 아래가 좁은 역삼각형 모양이며, 밑은 세가닥의 핀 모양을 이루고 있어 머리에 꽂았던 것으로 보인다. 역삼각형의 윗부분은 새가 날개를 펼치고 있는 모습이고, 3가닥으로 갈라진 꽂이 부분은 긴 꼬리처럼 되어 있어 마치 날고 있는 새의 모습을 하고 있다. 양 날개쪽 좌우에는 꽃무늬를 도드라지게 찍었고, 그 아래는 서로 대칭으로 덩굴무늬를 빈틈없이 메꿔 놓았다. 새의 머리와 날개 부분의 테두리는 끌 끝으로 찍은 작은 점들이 열지어 있다. 여기서 사용된 문양은 모두 뒤에서 두들겨 솟아 나오게 한 타출법(打出法)을 사용하였고 ,세부 표현에는 선으로 새기는 방법을 사용하기도 하였다.
왕의 머리부분에서 발견되었고, 끝이 3개로 갈라진 점으로 보아 의례 때 쓰인 머리 장식품으로 보인다.

## 같이 보기
- 무령왕릉
- 백제시대

## 참고 자료
- 무령왕 금제 뒤꽂이 - 국가유산청 국가유산포털